# Hilara mediasiatica
Hilara mediasiatica är en tvåvingeart som beskrevs av Chvala 2001. Hilara mediasiatica ingår i släktet Hilara och familjen dansflugor. Inga underarter finns listade i Catalogue of Life.